# Fontana di Trevi (film)
Cet article concerne le film. Pour la fontaine romaine, voir Fontaine de Trevi.
Pour plus de détails, voir Fiche technique et Distribution.
Fontana di Trevi est une comédie musicale hispano-italienne réalisée par Carlo Campogalliani et sortie en 1960.

## Synopsis
Le film suit la vie de deux hommes travaillant dans une agence de voyages située près de la fontaine de Trevi à Rome.

## Fiche technique
- Titre italien : Fontana di Trevi[1]
- Titre espagnol : Roma de mis amores[2]
- Réalisateur : Carlo Campogalliani
- Scénario : Giuliano Carnimeo, Riccardo Ghione, Federico Zardi (it), Barbara Tai
- Photographie : Emilio Foriscot, Francesco Izzarelli
- Montage : Franco Fraticelli
- Musique : Franco Riva
- Costumes : Luciana Marinucci
- Production : Miquel Iglesias Bonns
- Société de production : Cineproduzioni Associate Tiber Film, AIT (Rome), Cineprodex (Barcelone)
- Pays de production :  Italie -  Espagne
- Langue originale : italien
- Format : Couleurs par Eastmancolor - 2,35:1 - Son mono - 35 mm
- Durée : 102 minutes
- Genre : Comédie musicale
- Dates de sortie :
  - Italie : 25 septembre 1960
  - Espagne : 23 novembre 1964

## Distribution
- Claudio Villa : Claudio Marchetti
- Mario Carotenuto : Le Magicien
- Maria Grazia Buccella : Manuela
- Carlo Croccolo : Ali Baba
- Dori Dorika : La sora Nannina
- Tiberio Murgia : Pertica
- Elisabetta Velinska : Dolores
- Marisa Mantovani : Clélia
- Arnaldo Arnaldi : Gigi
- Rubén Rojo : Roberto Proietti
- Charo Maldonado : Rosita
- Rafael Durán (it) : Rafael Castillo
- Miguel Ángel Rodríguez : Gigetto
- Alfredo Mayo : Sor Giovanni